# 剑鱼式鱼雷轰炸机
菲尔利剑鱼式鱼雷轰炸机（Fairey Swordfish）由菲尔利航空公司设计制造，二战时期的英国皇家海军航空兵使用的主要机型之一，1936年开始投入使用。剑鱼式轰炸机虽然是老式的双翼飞机，但在战争中有赫赫战功，其中最著名的莫过于在塔蘭托戰役中重创意大利皇家海军，以及在围歼德国海军俾斯麦号时用鱼雷命中俾斯麦号战列舰尾舵，造成后者无法正常行进。英国的海军航空兵称呼她为“细绳袋”（Stringbag）。在服役初期，剑鱼式装备于航母作为鱼雷轰炸机使用，而到了战争中后期，剑鱼式飞机被改装为反潜机和训练机。尽管剑鱼式轰炸机设计于20世纪30年代初期，但仍然得以使用直到1945年二战在欧洲地区結束時。

## 历史

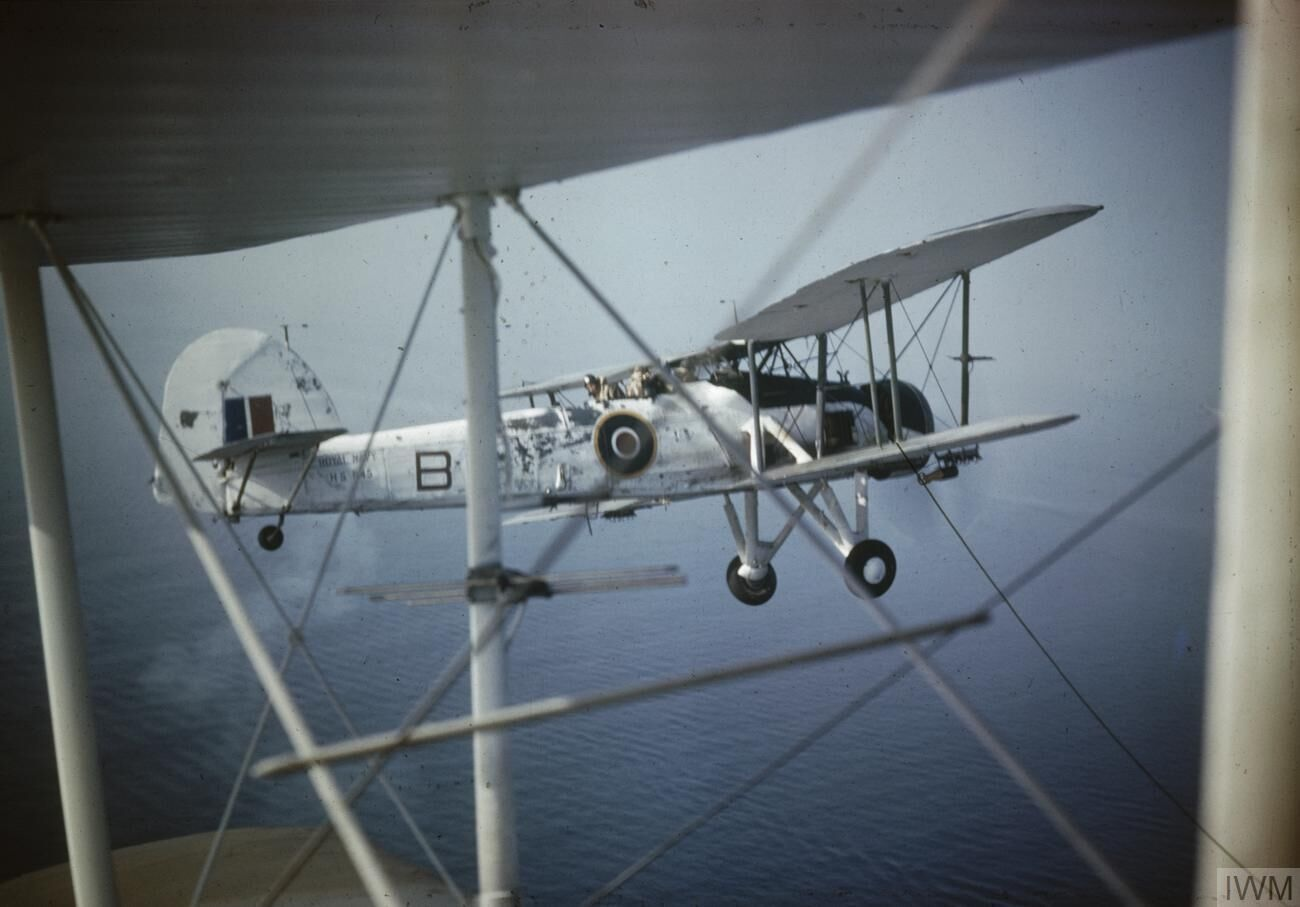
二戰期間出動的劍魚

劍鱼式飞机是基于菲尔利PV型飞机改进而成的，空军部要求制造一种侦察机以协助军舰校对砲火落点。之后加装鱼雷后便成了空军部S.15/33型。原型机TSR-II型（鱼雷侦察机，Torpedo-Spotter-Reconnaissance），PV型即成为了TSR-I型。首架建成于1934年4月17日。这种飞机采用双翼结构，并装备了一定的装甲。之后发展出了可折叠翼型以用于装备航空母舰。1936年，这种飞机开始装备英国航艦并取代了費瑞·海豹式（Fairey Seal）鱼雷轰炸机。

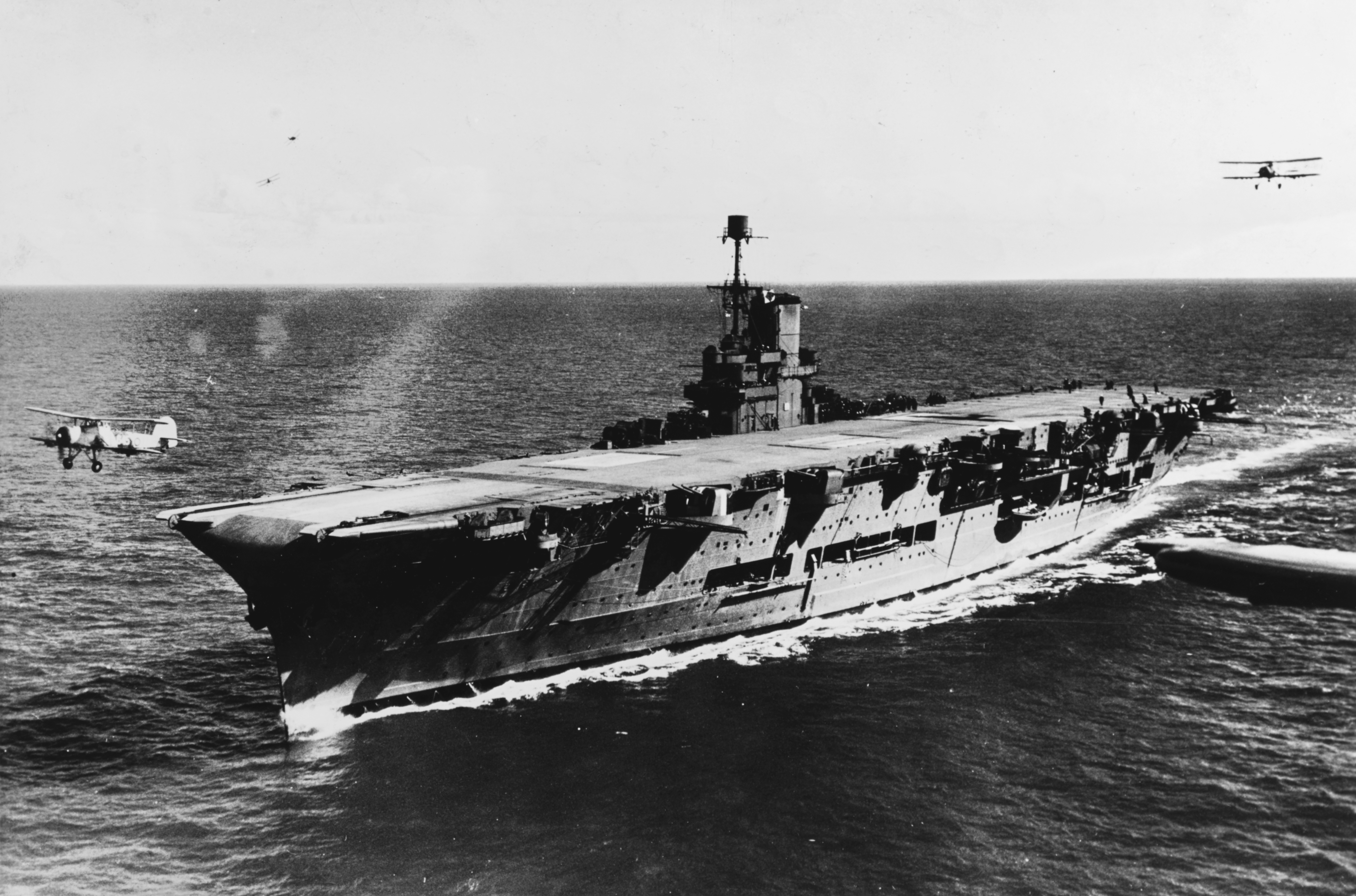
1939年在皇家方舟號航空母艦四周

1939年，皇家海军第13中队换装了剑鱼-I式轰炸机，其中的3架装备了浮筒以用于在軍舰中使用弹射器起飞。这三架飞机曾在第二次纳尔维克海战中协助皇家海军厌战号校对砲火，之后击沉了德国的U-64号潜艇。
之后，商船队的商船经过改进之后，装备了3或4架剑鱼式飞机协助进行反潜护卫，其中的三艘为荷兰籍商船，所装备的剑鱼式飞机来自于荷兰第860中队。

## 战斗历程
剑鱼式的主武器是鱼雷，但由于是慢速的双翼飞机，从而在攻击时需要一段较长的直线路径用于俯冲投射鱼雷，这样就使它很难准确的攻击到防空火力强以及速度快的军舰。但是1940年11月11日的塔兰托战役中，由英国皇家海军光輝號航空母艦上起飞的剑鱼式轰炸机却立下了汗马功劳。战斗中，剑鱼式飞机使用鱼雷击沉或重伤意大利皇家海軍海军的3艘战列舰和1艘巡洋舰。塔兰托战役的成功很可能给与当时的日本帝国海军以自信或者灵感，并在随后攻击了美国太平洋舰队的母港——珍珠港。之后剑鱼式轰炸机也在马耳他突围战役担任了攻击军舰的任务。

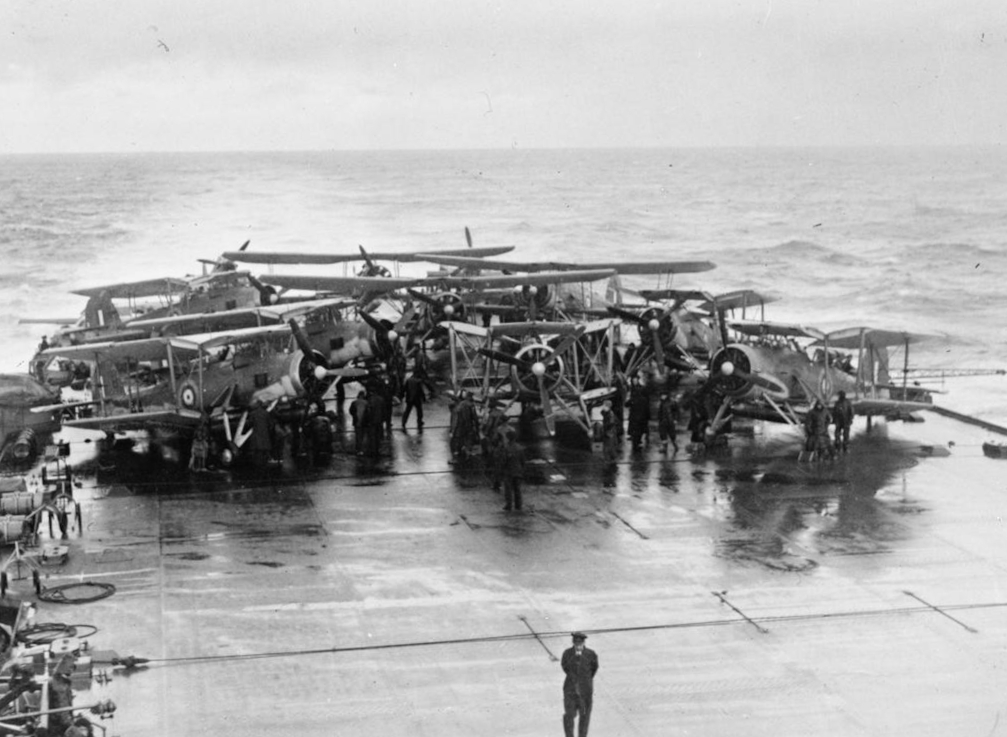
於勝利號航空母艦（HMS Victorious）進攻俾斯麥號戰艦前夕

1941年5月，德国海军俾斯麦号战列舰在击沉胡德号战列巡洋舰，击伤威尔士亲王号战列舰后立即全速奔向法国。但与此同时英国皇家海军航空兵却发现了俾斯麦号的行踪。其中一群从英国皇家海军皇家方舟号航空母舰上起飞的剑鱼式攻击机首先发现了俾斯麦号并对其发动了攻击。机群发射的鱼雷中的一条命中了俾斯麦号的尾舵，造成其无法正常操控导致航速降低，13小时之后，俾斯麦号被英国本土舰队围攻并击沉。
但随后的战斗中，剑鱼式轰炸机的问题暴露无遗。1942年2月，德国进行了“雷霆·瑟布鲁斯”行动，将大西洋上的三艘大型水面战舰（沙恩霍斯特号战列巡洋舰，格奈森瑙号战列巡洋舰，歐根亲王号重巡洋舰）穿越英吉利海峡调回威廉港。这次战斗中剑鱼式飞机战绩极为糟糕，鱼雷没有一条命中目标且大多数飞机被击落或重伤。英国人认识到了老式的双翼鱼雷机已经无法满足海战（当时日本中島九七式艦上攻擊機与美国TBD均为单翼飞机），随后将大多数剑鱼飞机改装后变为反潜飞机。改装后剑鱼式可装备深水炸弹或者8枚27公斤的RP-3型火箭弹，并且从攻击航母转移到了护航航母乃至商船航空母舰上以火箭助推器起飞。剑鱼式飞机以其低起飞速度和完美的航空性能使其成为完美的商船航空母舰的舰载机并能在中大西洋恶劣的气候条件下工作。虽然青花魚式魚雷轟炸機（Fairey Albacore）曾打算作为剑鱼式的继任者装备攻击航母，但由于剑鱼的“长寿”，使得其直接由青花鱼式的后辈梭魚式魚雷轟炸機（Fairey Barracuda）替代。
最后的剑鱼式飞机从1944年开始被淘汰，战争时期这种机型一共制造近2,400架。1945年5月21日，在德国投降之后，最后一个剑鱼轰炸机中队解散，而最后一个训练中队则到1946年夏季才正式解散，至此剑鱼式鱼雷轰炸机完全退出战争舞台。

## 改进型号
剑鱼式II型和III型同时于1943年出现。剑鱼II型将下面的机翼换为金属机翼以使其发射火箭弹，剑鱼III型则增加了一个大型的分米波雷达。1944年出现了专供加拿大海军使用的剑鱼IV型，这个型号将驾驶舱加装上玻璃罩以使机舱密封。在近2400架剑鱼轰炸机中，692架由費瑞制造，其余1699架则由Blackburn航空器公司制造，这些飞机有时候也被称呼为“黑鱼”（Blackfish）。所有型号中，剑鱼II型是最广泛的型号，一共制造了1080架。

## 昵称“细绳袋”（Stringbag）的由来

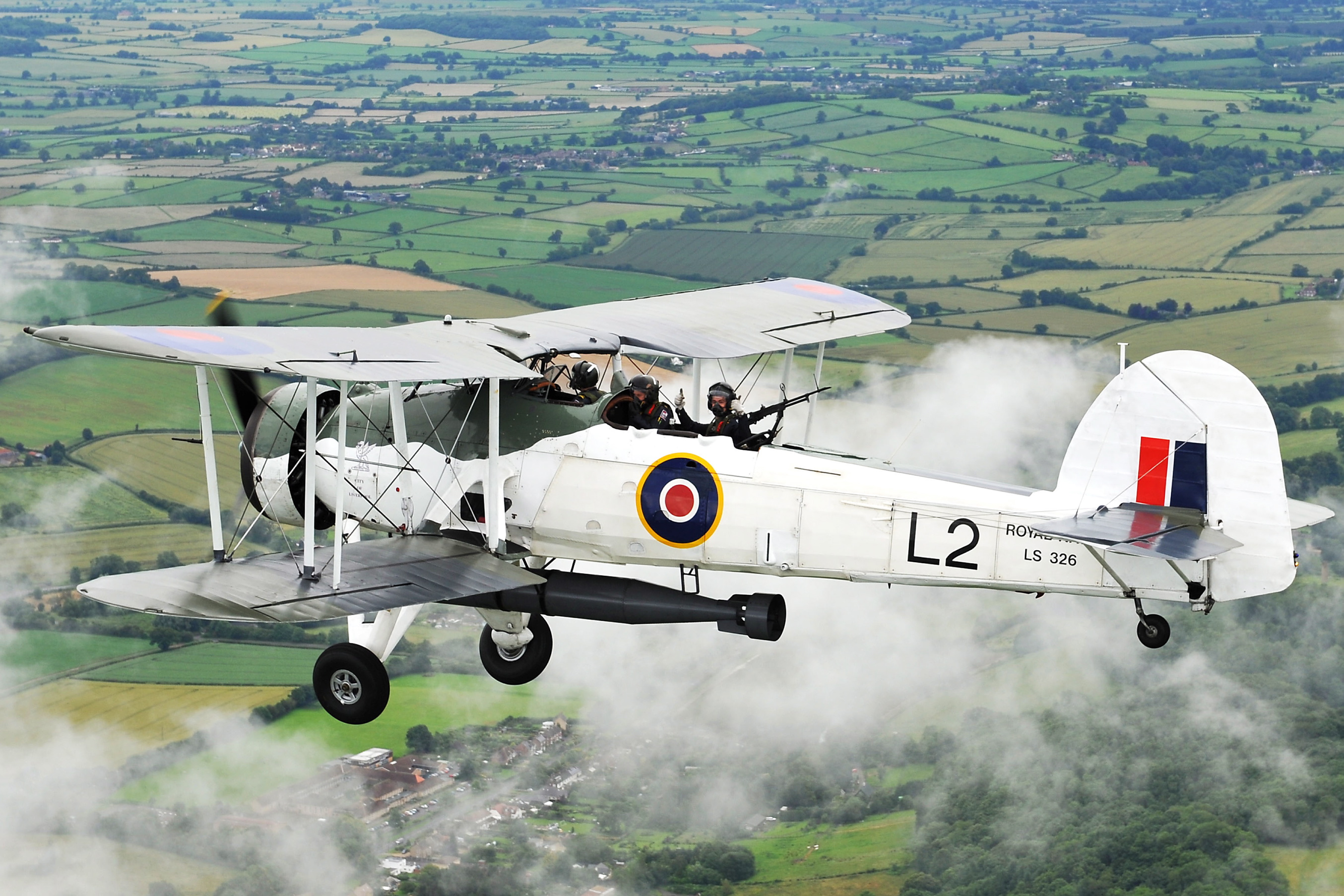
2012年復原機的飛行

战争中，剑鱼式被飞行员称呼为“细绳带”（Stringbag），这不是因为其外形，而是因为剑鱼式看似有无穷的改装方式以携带各种武器。这就像当时家庭主妇使用的细绳购物袋一样，没有一个确定的外形，经过调整后可以装入任何形状或数量的东西。就像购物袋一样，剑鱼式飞机的机组人员相信剑鱼式“可以装上任何东西”（Could carry anything）。

## 使用者

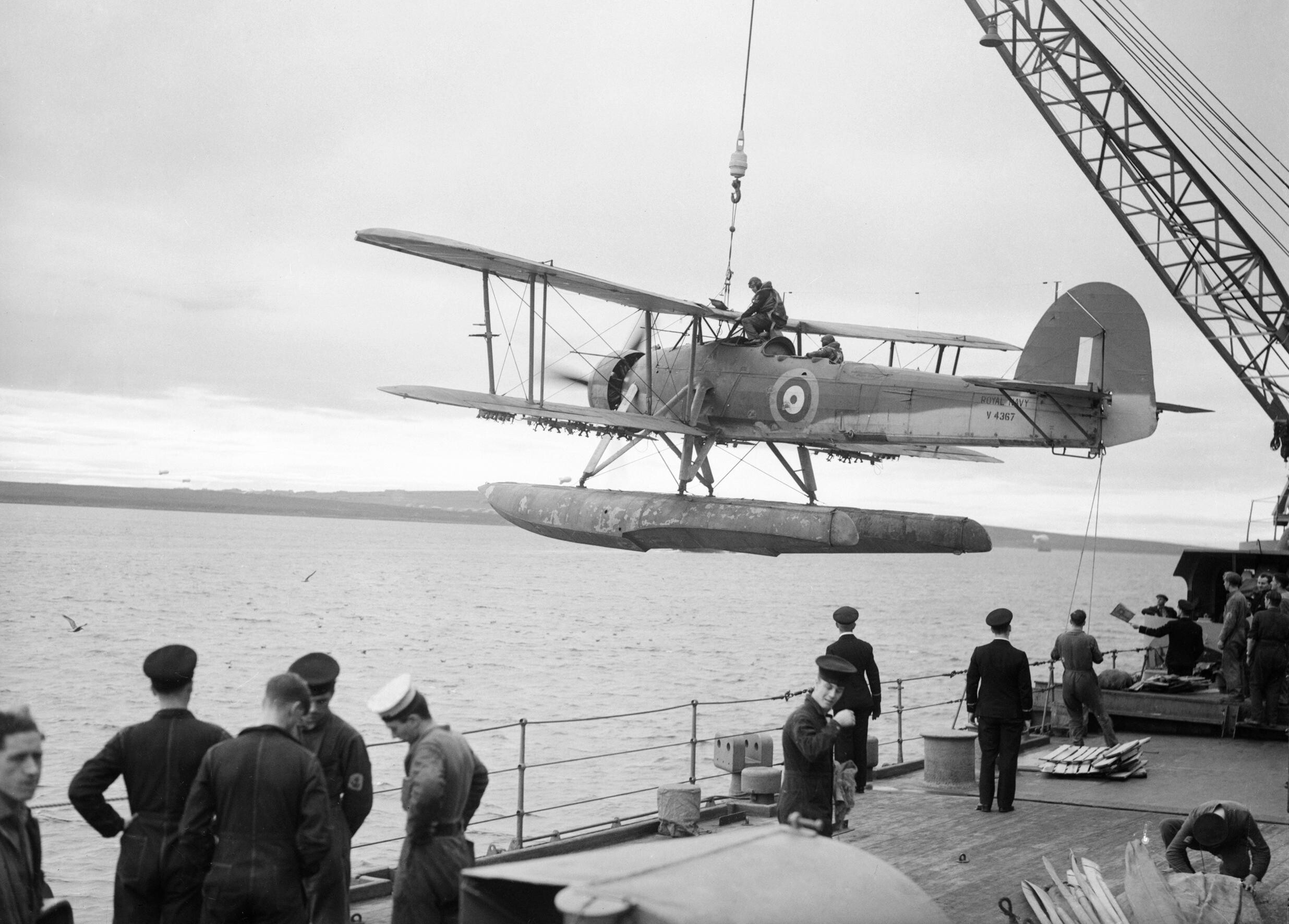
水上飛機型

加拿大
- 皇家加拿大空军

 荷蘭
- 荷兰皇家海军

 英国
- 英国皇家空军
- 皇家海军（海军航空兵）

## 性能诸元

Fairey Swordfish Mk I

基本信息
- 机组：3人（驾驶员，观测员，无线电操控员/機槍手）

性能
武器

- 機槍：** 前发动机罩：1挺.303口徑（英语：.303 British）維克斯機槍于发动机罩上
  - 后座舱：1挺.303口徑路易士或維克斯機槍
- 火箭彈：8x 27 kg RP-3火箭弹（英语：RP-3）
- 炸彈：1x 760 kg鱼雷或者700 kg水雷

## 资料来源
- Harrison, W.A. Fairey Swordfish in Action, Aircraft Number 175. Carrollton, TX: Squadron/Signal Publications, Inc., 2001. ISBN 0-89747-421-X.
- Harrison, W.A. Swordfish at War. Shepperton, Surrey: Ian Allan Publishing Ltd., 1987. ISBN 0-7110-1676-3.
- Harrison, W.A. Swordfish Special. Shepperton, Surrey: Ian Allan Publishing Ltd., 1977. ISBN 0-7110-0742-X.
- Lamb, Charles. War in a Stringbag. London: Cassell & Co., 2001. ISBN 0-304-35841-X.
- Stott, Ian G.  The Fairey Swordfish Mks. I-IV, Aicraft in Profile 212. Windsor, Berkshire: Profile Publications, no year given. No ISBN.
- Sturtivant, Ray. The Swordfish Story. London: Cassell & Co., 1993 (2nd Revised edition 2000). ISBN 0-304-35711-1.
- Wragg, David. Stringbag: The Fairey Swordfish at War. : Pen and Sword, 2005. ISBN 1-84415-130-1

## 相关内容
类似型号
- 青花鱼式魚雷轟炸機
- 梭魚式魚雷轟炸機

相关列表
- 第二次世界大戰飛機列表